# Kodak Brownie

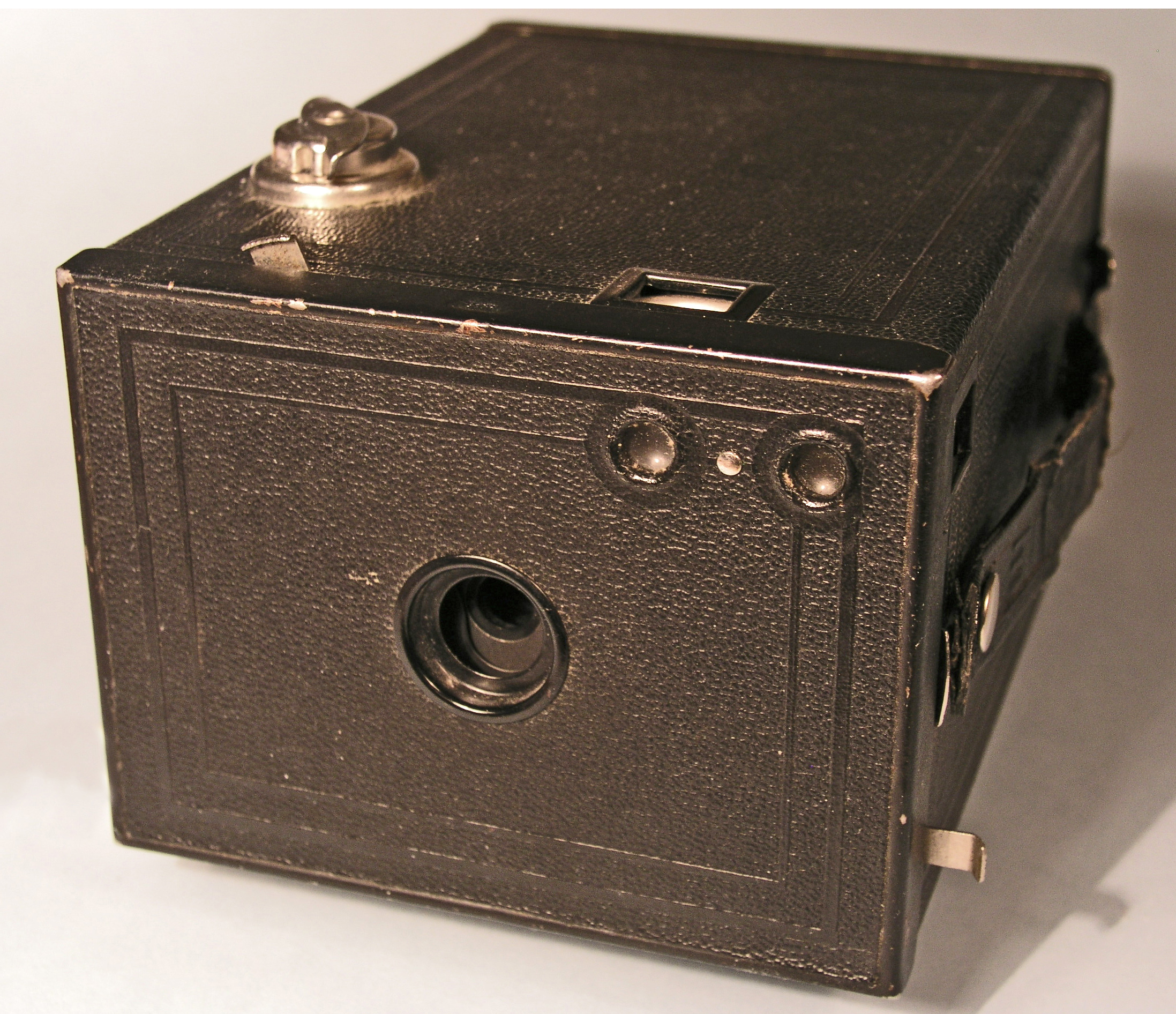
Kameran klar för liggande format, T-läge

Kodak Brownie var en serie med olika typer av lådkameror för rullfilm, som tillverkades av Kodak från 1900. Modellen populariserade fotografering och introducerade konceptet med ögonblicksbilder.
En av modellerna var Kodak Brownie 2 som var en lådkamera för rullfilm, som tillverkades från cirka 1930. Med 120-film fick man ut 8 bilder i format 6 x 9 cm.

## Kamerans konstruktion
Kameran hade två enkla sökare med mattskiva för fotografering i liggande eller stående format.
Rullfilmen fästes på en insats av plåt. En tryckplatta höll filmen plan. Insatsen var på kanterna försedd med "rullager" i form av två rör som roterade när filmen matades fram. På så sätt uppstod inga repor på filmen. Filmen lindades av från en spole och lindades upp på andra sidan på en tom spole (sedan föregående film).
För att öppna kameran drog man ut filmframmatningsratten, som annars låste kameran, och knäppte också upp låset på baksidan, varefter filminsatsen kunde tas ut.

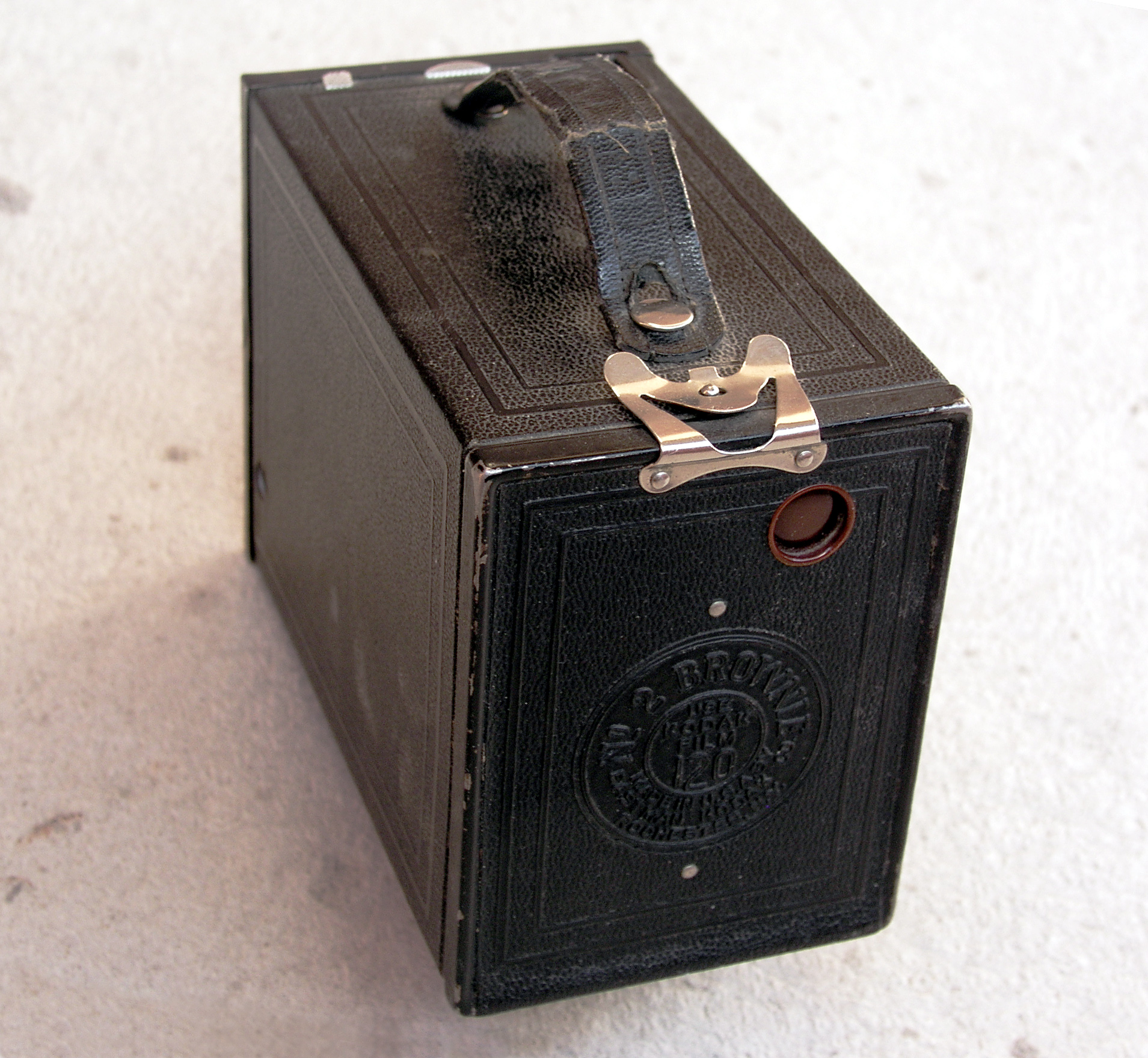
Baksidan med titthålet för kontroll av antalet tagna kort. Kameralådan öppnades med hjälp av metallåset

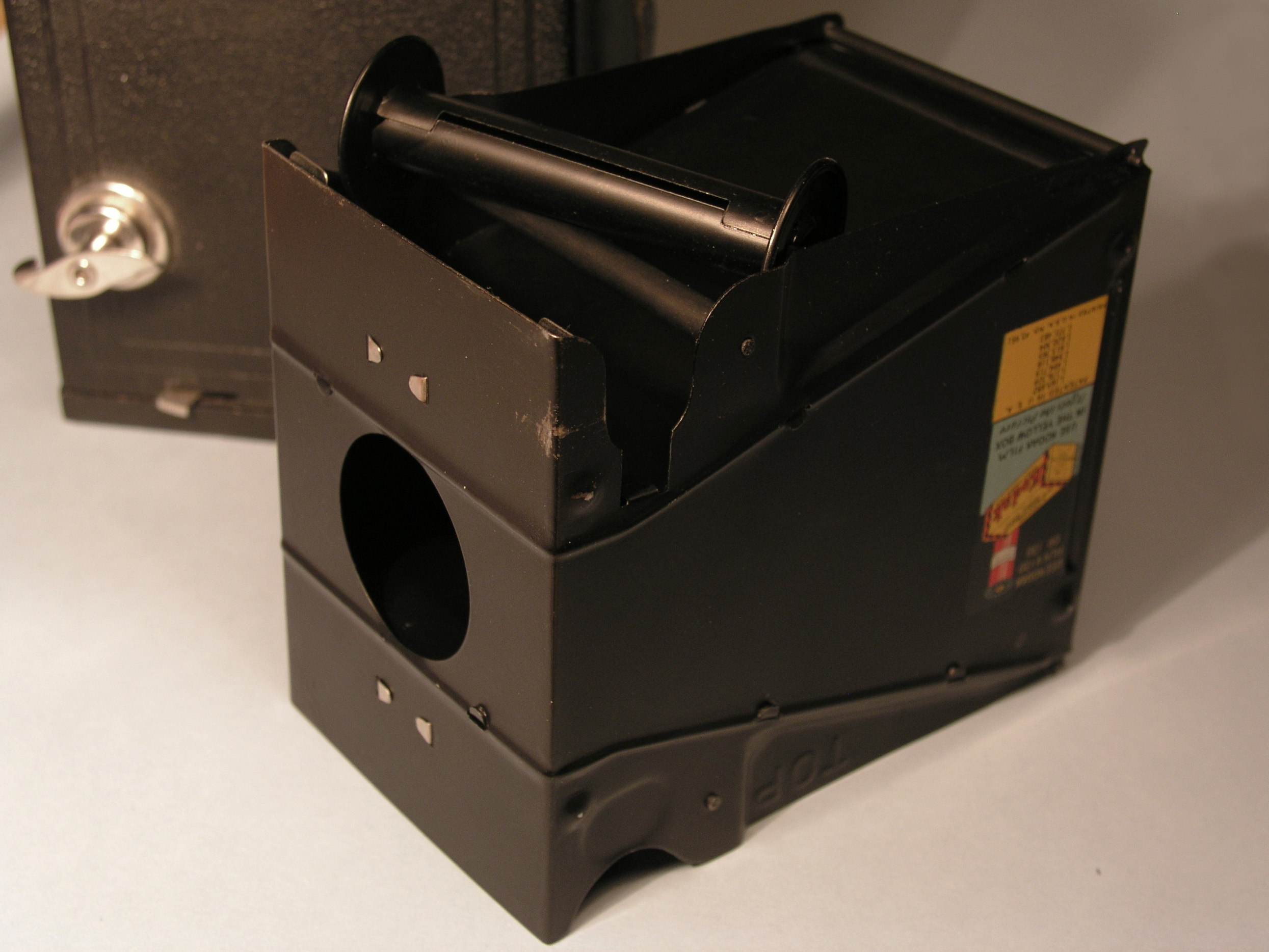
Filminsatsen urtagen.

På baksidan fanns ett titthål så man kunde se de tryckta siffrorna på skyddspapperet som angav hur många bilder man hade tagit. Rullfilmen ligger skyddad av papper, men för säkerhets skull fanns ett orangefärgat glas, för att minska risken att filmen utsattes för skadligt ljus.
Exponeringstiden var fast, 1/50 s (?). Slutaren öppnades och stängdes genom att en spak vid fotograferingen fördes från ena slutarläget till det andra, och sedan vid nästa fotografering fördes tillbaka igen. Filmen skall givetvis dras fram mellan exponeringarna, såvida man inte vill dubbelexponera.
Den enkla optiken i kameran (en enkel lins) gav skarpa bilder i mitten av bilden, men skärpan och ljuset avtog emot hörnen (vinjettering).
Kameran är försedd med stativgänga

### Inställningsmöjligheter
- Inställning för längre exponering, T (tid). T-läget innebar att slutaren hölls öppen tills nästa gång man flyttade slutaren. Detta möjliggjorde både nattbilder och exponering i mörkt rum med t.ex. magnesiumblixt. I senare fallet öppnades slutaren, blixten brändes av, och slutaren kunde sedan stängas. T-läget får man om man drar ut den lilla spaken på sidan med handtaget.

|  |  |  |

Slutaren manövreras med spaken och den mekaniska fjädern gör att slutartiden blir relativt konstant. Se bilderna ovan, frontstycket är avtaget.
- Bländare: Bländarskivan (stora spaken på sidan med handtaget) är försedd med tre hål av olika storlek, de skiftas genom att bländarspaken dras ut i olika grad och ger därför tre olika bländare (två av bländarhålet syns i bilden längst till höger).